# Parti républicain de l'Illinois
Le parti républicain de l'Illinois est une branche locale du Parti républicain américain dans l'Illinois.
Dans l'Illinois, Le parti républicain est l'un des trois seuls partis politiques officiellement reconnu avec le parti démocrate et le parti vert. Le parti est dirigé depuis 2009 par Pat Brady.

## Histoire du Parti

### Un État acquis aux Jacksoniens qui devient rapidement républicain
De 1828 à 1856, les habitants de l'Illinois optent pour les candidats démocrates à la Présidence des États-Unis. Le premier Représentant du parti whig (qui est l'ancêtre du Parti républicain de l'Illinois avec d'autres fractions minoritaires) fut John Stuart (en) en 1839. Un an à peine après la fondation du Parti républicain à Pittsburgh en 1854, émergent les quatre premiers représentants républicains de l'Illinois élus simultanément, mais qui furent pour 3 d'entre eux d'anciens membre du parti whig et l'autre un ancien membre du parti démocrate, la même année Lyman Trumbull (un ancien démocrate) devient premier Sénateur des États-Unis républicain à représenter l'Illinois. En 1857, William Henry Bissell devient le premier gouverneur républicain de l'Illinois. En 1865, Richard Yates devient le premier Sénateur des États-Unis républicain élu à représenter l'Illinois.
En mai 1860, la convention du Parti républicain de l'Illinois a lieu à Decatur. À cette convention, Abraham Lincoln reçoit son premier soutien politique pour la présidence des États-Unis.
En 1860, l'ancien Représentant du septième district congressionnel de l'Illinois à la Chambre des représentants des États-Unis Abraham Lincoln, devient le premier président républicain des États-Unis, mais aussi le premier "non-démocrate" à remporter l'Illinois à une présidentielle.

### L'Illinois sous l'influence de l'héroïque Lincoln
Même si les républicains se posent à l'époque en défenseurs des droits civiques ce sera en 1848, dans une période de domination des démocrates jacksioniens (pro-esclavage), que l'adoption de la Constitution de l'Illinois interdira définitivement l'esclavage en Illinois.
Après l'assassinat du Président Lincoln en 1865 jusqu'en 1928, en dix-sept élections présidentielles américaines les candidats républicains remporteront quinze fois l'Illinois, n'échouant qu'a deux reprises lors des "raz de marée démocrate" de 1892 et de 1912.
De 1855 à 1933, les habitants de l'Illinois seront représentés au Sénat des États-Unis par 17 républicains contre seulement 5 démocrates et un Indépendant. Pendant la même période (1855 à 1933), l'Illinois sera dirigé par 17 gouverneurs républicains contre seulement 3 gouverneurs démocrates.

### L'État acquis aux républicains succombe aux tenants du New Deal
Comme de nombreux États républicains du nord, l'Illinois sanctionne le protectionnisme du Président républicain Herbert Hoover qui conduira à la crise de 1929 en optant pour le Gouverneur démocrate de New-York Franklin Delano Roosevelt à la tête des États-Unis.
De 1932 à 1948 les démocrates remportent l'Illinois lors des Élections présidentielles américaines. Dans la même période l'Illinois est dirigé par 2 gouverneurs républicains et 2 gouverneurs démocrates, et est représenté au sénat américain par 4 démocrates et 2 républicains.

### Une dernière conquête de l'État bien plus modeste par les républicains
De 1952 à 1988 les républicains remporteront huit fois l'Illinois lors des Élections présidentielles américaines, les démocrates ne l'emportant qu'a deux reprises, seulement avec les tenants des droits civiques John Kennedy et Lyndon Johnson en 1960 et 1964. Dans la même période l'Illinois sera dirigé pendant 24 ans par des gouverneurs républicains et 16 ans par des gouverneurs démocrates, et sera représenter au sénat américain par 5 démocrates et 4 républicains.

### Un parti en déclin jusqu'au sursaut de 2010
Depuis 1992, les républicains ont constamment perdu l'Illinois lors des élections présidentielles avec un retard de plus en plus important au cours des dernières années. À ce niveau là, les chances des républicains d'inverser la tendance sont très faibles voire inexistante, d'ailleurs l'ancien gouverneur républicain James Thompson reconnaissait en 2008, que le seul le modéré Rudy Giuliani (régulièrement qualifié de RINO) avait une chance de faire basculer l'Illinois.
Depuis 1997, les républicains ont perdu le contrôle de la chambre des représentants de l'Illinois.
Depuis 2003, les républicains ont perdu le contrôle du sénat de l'Illinois ainsi que les postes de gouverneur et gouverneur adjoint.
De 2005 à 2011, les deux sénateurs fédéraux de l'État sont démocrates et l'Illinois est représenté par une majorité de représentants démocrates à la chambre des représentants des États-Unis.
De 2007 à 2011, la totalité des fonctions politiques de l'exécutif d'État sont occupés par des démocrates.
En 2010, le parti enregistre de bons résultats avec notamment l’élection du centriste Mark Kirk au sénat des États-Unis, le gain de quatre sièges à la chambre des représentants des États-Unis, l’élection de Dan Rutherford à trésorerie de l'Illinois et de Judy Baar Topinka comme contrôleur de l'Illinois.

## Hauts responsables actuels

### Gouvernement et assemblée générale de l'Illinois

Dan Rutherford Trésorier
Judy Baar Topinka Contrôleur
Christine Radogno Chef de l'opposition au Sénat de l'Illinois
Tom Cross Chef de l'opposition à la Chambre des représentants de l'Illinois

### Congrès des États-Unis

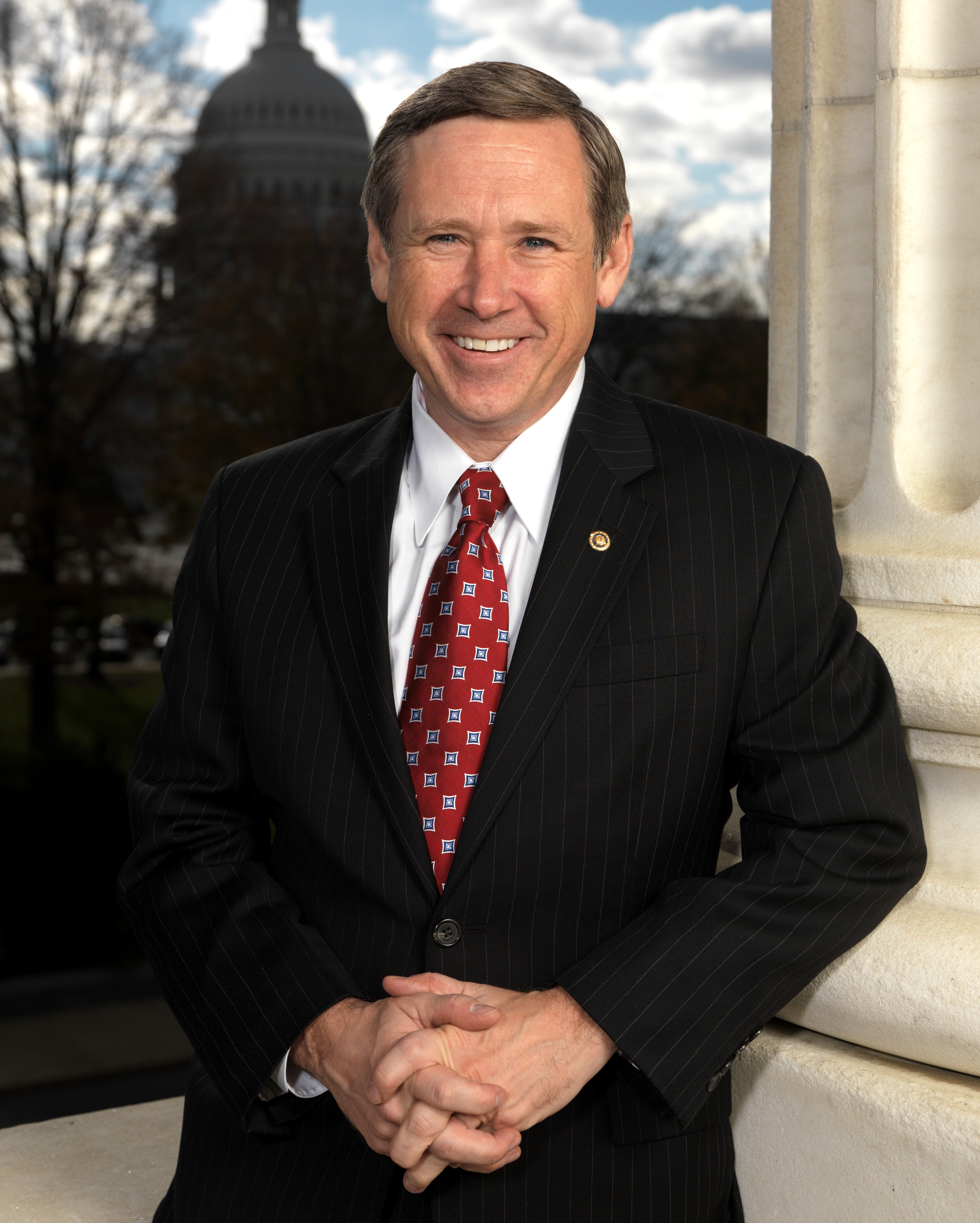
Mark Kirk Sénateur
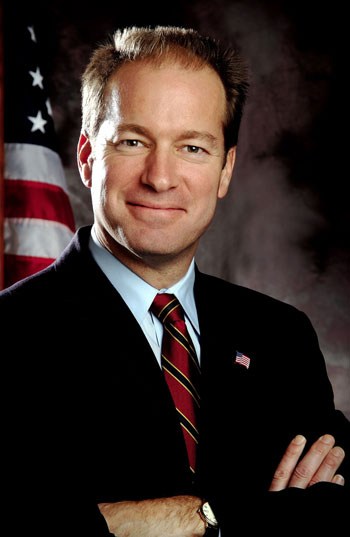
Peter Roskam Représentant du 6e district
Rodney Davis Représentant du 13e district
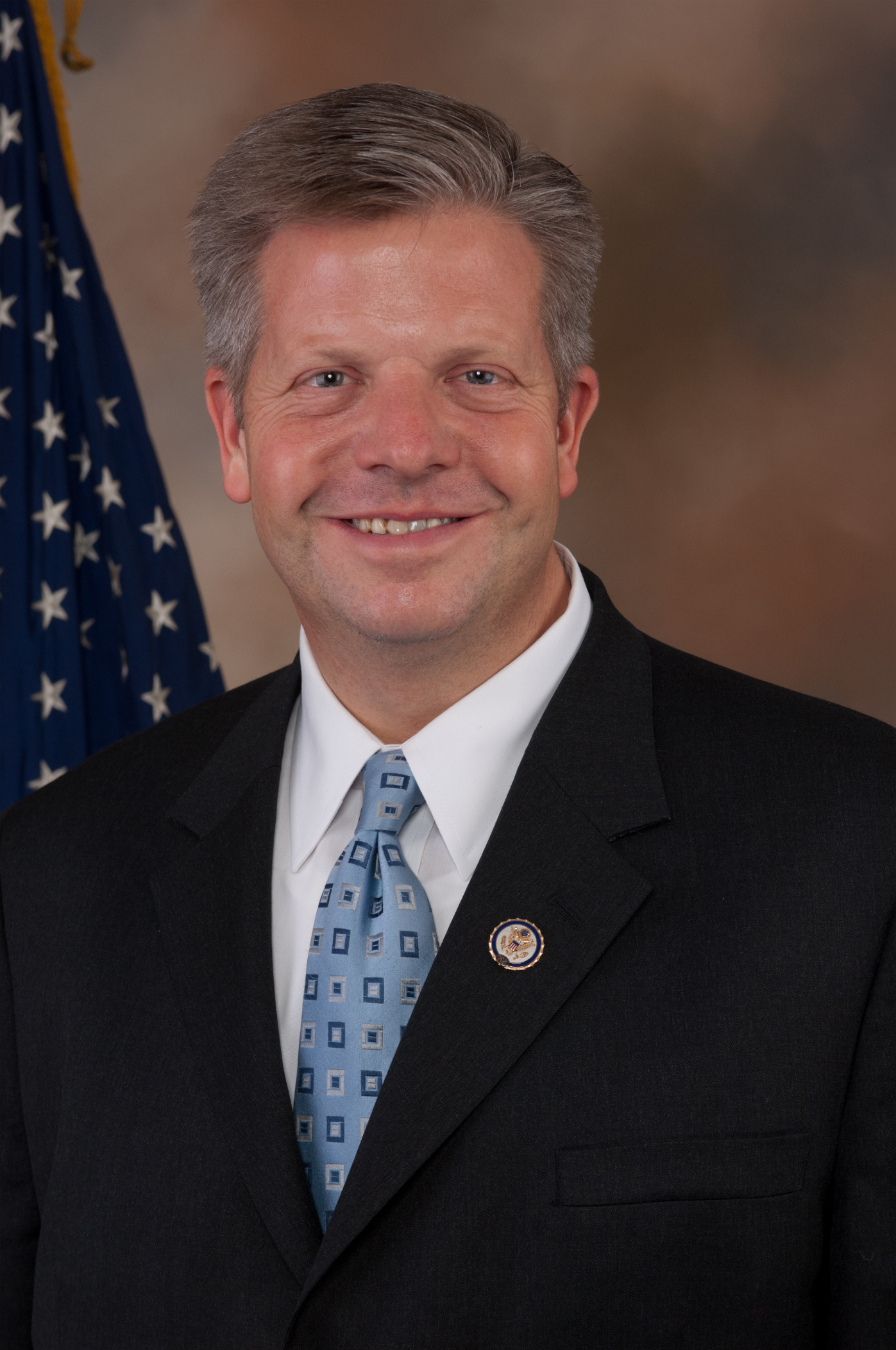
Randy Hultgren Représentant du 14e district
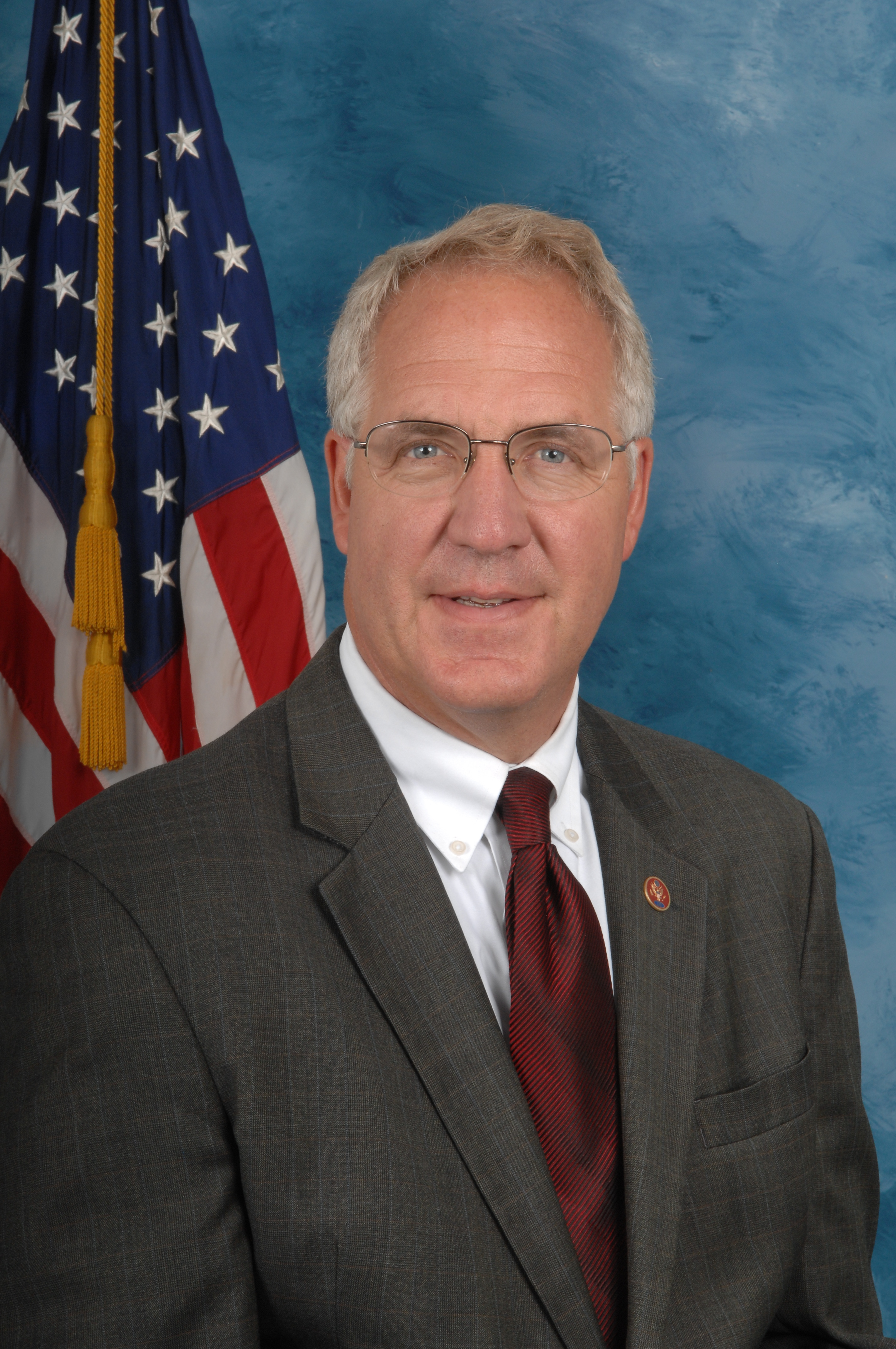
John Shimkus Représentant du 15e district
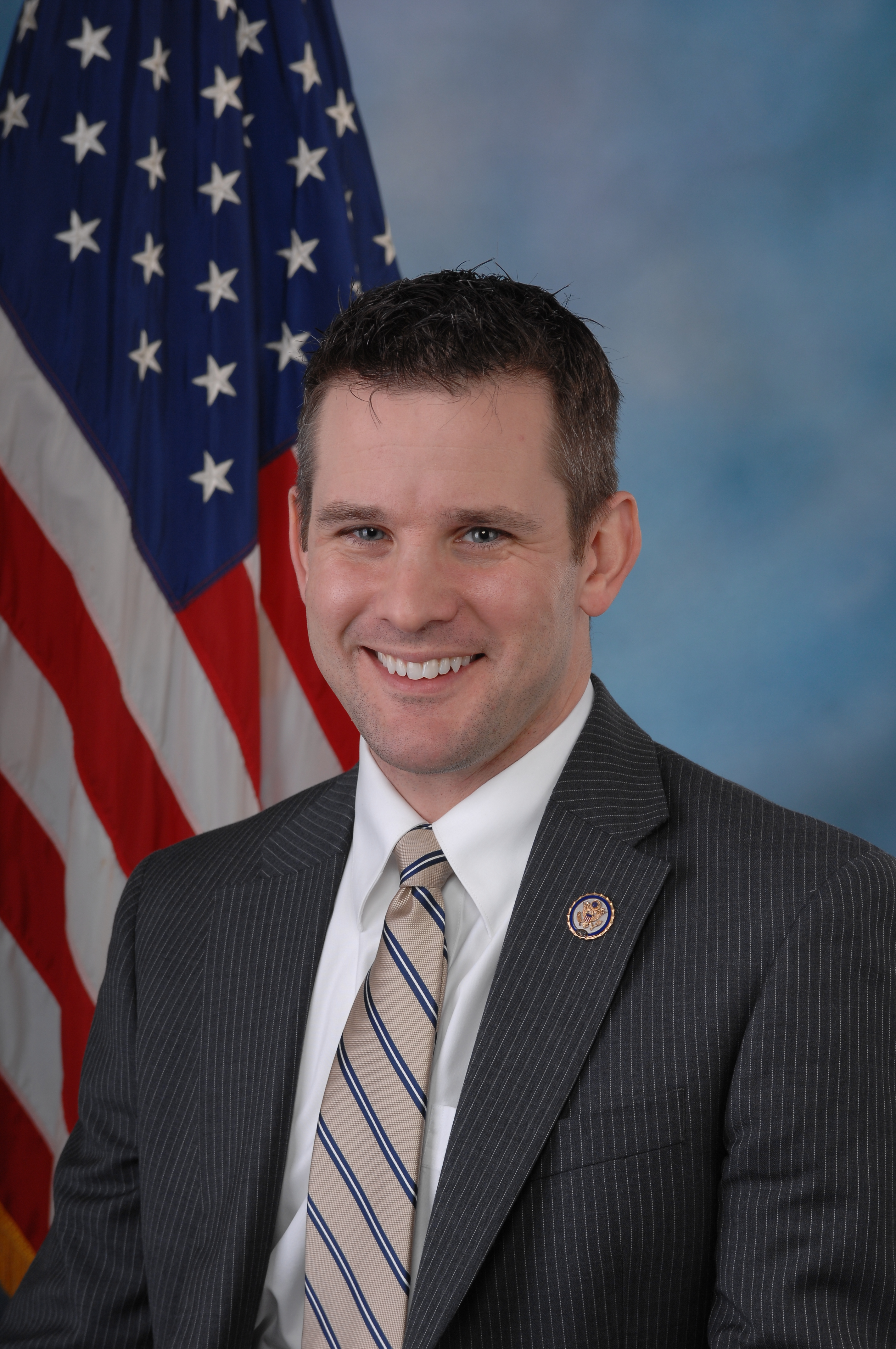
Adam Kinzinger Représentant du 16e district
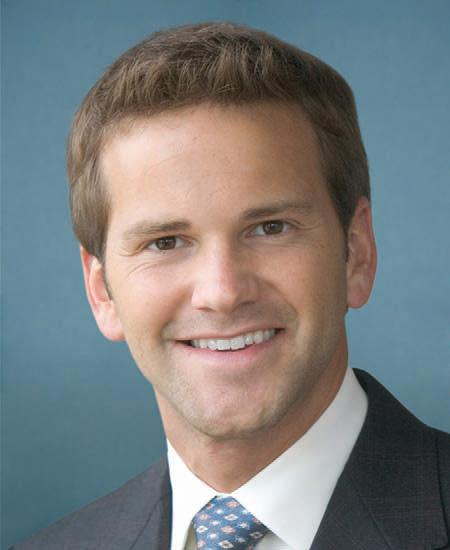
Aaron Schock Représentant du 18e district

### Candidats au poste de gouverneur et gouverneur adjoint
| 2010 | Bill Brady        | Jason Plummer        | 1956 | William Stratton     | John William Chapman | 1904 | Charles Deneen        | Lawrence Yates Sherman |
| 2006 | Judy Baar Topinka | Joe Birkett          | 1952 | William Stratton     | John William Chapman | 1900 | Richard Yates, Jr.    | William Northcott      |
| 2002 | Jim Ryan          | Carl Hawkinson       | 1948 | Dwight Herbert Green | Richard Yates Rowe   | 1896 | John Riley Tanner     | William Northcott      |
| 1998 | George Ryan       | Corinne Wood         | 1944 | Dwight Herbert Green | Hugh Cross           | 1892 | Joseph Fifer          | Lyman Beecher Ray      |
| 1994 | Jim Edgar         | Bob Kustra           | 1940 | Dwight Herbert Green | Hugh Cross           | 1888 | Joseph Fifer          | Lyman Beecher Ray      |
| 1990 | Jim Edgar         | Bob Kustra           | 1936 | Charles Brooks       | George Hatzenbuhler  | 1884 | Richard James Oglesby | John Corson Smith      |
| 1986 | James Thompson    | George Ryan          | 1932 | Lennington Small     | Fred Sterling        | 1880 | Shelby Moore Cullom   | John Marshall Hamilton |
| 1982 | James Thompson    | George Ryan          | 1928 | Louis Emmerson       | Fred Sterling        | 1876 | Shelby Moore Cullom   | Andrew Shuman          |
| 1978 | James Thompson    | David O'Neal         | 1924 | Lennington Small     | Fred Sterling        | 1872 | Richard James Oglesby | John Lourie Beveridge  |
| 1976 | James Thompson    | David O'Neal         | 1920 | Lennington Small     | Fred Sterling        | 1868 | John McAuley Palmer   | John Dougherty         |
| 1972 | Richard Ogilvie   | James Nowlan         | 1916 | Frank Lowden         | John Oglesby         | 1864 | Richard James Oglesby | William Bross          |
| 1968 | Richard Ogilvie   | Robert Dwyer         | 1912 | Charles Deneen       | John Oglesby         | 1860 | Richard Yates         | Francis Arnold Hoffman |
| 1964 | Charles Percy     | John Henry Altorfer  | 1908 | Charles Deneen       | John Oglesby         | 1856 | William Bissell       | John Wood              |
| 1960 | William Stratton  | John William Chapman |      |                      |                      |      |                       |                        |

### Liste des gouverneurs républicains de l'Illinois
1. William Henry Bissell de 1857 à 1860
2. John Wood de 1860 à 1861
3. Richard Yates de 1861 à 1865
4. Richard James Oglesby de 1865 à 1869
5. John M. Palmer de 1869 à 1873
6. Richard James Oglesby de 1873 à 1873
7. John Lourie Beveridge de 1873 à 1877
8. Shelby Moore Cullom de 1877 à 1883
9. John Marshall Hamilton de 1883 à 1885
10. Richard James Oglesby de 1885 à 1889
11. Joseph Fifer de 1889 à 1893
12. John Riley Tanner de 1897 à 1901
13. Richard Yates, Jr. de 1901 à 1905
14. Charles Deneen de 1905 à 1913
15. Frank Orren Lowden de 1917 à 1921
16. Len Small de 1921 à 1929
17. Louis Lincoln Emmerson de 1929 à 1933
18. Dwight Green de 1941 à 1949
19. William Stratton de 1953 à 1961
20. Richard Ogilvie de 1969 à 1973
21. James Thompson de 1977 à 1991
22. Jim Edgar de 1991 à 1999
23. George Ryan[1] de 1999 à 2003

### Liste des présidents du parti républicain de l'Illinois
| Président          | Mandat         |
| ------------------ | -------------- |
| Victor L. Smith    | 1960–1973      |
| Donald "Doc" Adams | 1973–1988      |
| Al Jourdan         | 1988–1993      |
| Harold Byron Smith | 1993–1999      |
| Richard Williamson | 1999–2002      |
| Lee Daniels        | 2001–2002      |
| Dallas Ingemunson  | 2002 (intérim) |
| Gary McDougal      | 2002–2002      |
| Judy Baar Topinka  | 2002–2005      |
| Andrew McKenna     | 2005–2009      |
| Pat Brady          | 2009-2013      |
| Jack Dorgan        | 2013-2024      |
| Tim Schneider      | 2014-2021      |
| Don Tracy          | depuis 2021    |